# براد لايتون
براد لايتون (بالإنجليزية: Brad Leighton)‏ هو سائق سيارة سباق أمريكي، ولد في 12 يونيو 1962 في سنتر هاربور في الولايات المتحدة.

## وصلات خارجية
- براد لايتون على موقع Racing-Reference.info (الإنجليزية)